# Suka Raya
Suka Raya is een bestuurslaag in het regentschap Deli Serdang van de provincie Noord-Sumatra, Indonesië. Suka Raya telt 3867 inwoners (volkstelling 2010).